# Paul Caponigro
Paul Caponigro, né le 7 décembre 1932 à Boston (Massachusetts, États-Unis) et mort le 10 novembre 2024, est un photographe américain, spécialisé dans la photographie de paysage et de nature morte. Il est considéré, avec Ansel Adams, comme l'un des plus grands photographes de paysage.

## Biographie
Paul Caponigro découvre la photographie à l'âge de treize ans, et utilise son appareil photographique pour explorer le monde qui l'entoure, tout en manifestant une forte passion pour la musique. Il étudie au Collège de musique de l'université de Boston en 1950, avant de décider de se concentrer sur la photographie et de partir se former à la California School of Fine Art, où Ansel Adams avait mis sur pied l'un des premiers programmes d'enseignement de la photographie aux États-Unis. 
En dépit de ce changement d'orientation, la musique a toujours été un aspect essentiel de sa vie, et Paul Caponigro considère que sa formation musicale a eu une grande influence sur sa perception du paysage et sur la construction de son  œuvre photographique.

Paul Caponigro, reconnu comme un artiste qui met la perfection technique au service d'une intense sensibilité, presque mystique, est notamment connu pour ses images de Stonehenge et d'autres mégalithes celtiques de l'Angleterre et de l'Irlande. Il a également photographié les temples, sanctuaires et jardins sacrés du Japon. Il s'est exprimé sur sa relation avec la nature en déclarant : 

« La photographie est un moyen, un langage, à travers lequel je pourrais appréhender l'expérience directe de la nature, vivre plus étroitement l'interaction entre moi-même et la nature. »

Dans les années 1950, Paul Caponigro a également étudié avec Minor White, trouvant dans l'enseignement de celui-ci à la fois une source d'inspiration et un défi pour trouver sa propre vision et apprendre à approcher la nature, avec l'intention, selon ses propres mots, « de détecter une forme émotionnelle ou saisir un certain nombre de visions intérieures ». Il a décrit ses photographies comme « rêves prisonniers des sels d'argent ».
Paul Caponigro a exposé et enseigné à travers les États-Unis et à l'étranger, et ses photographies sont présentes dans les collections de nombreux musées à travers le monde. Considéré aujourd'hui comme l'un des maîtres incontestés de la photographie, il fut, en 1971, l'un des premiers invités des Rencontres internationales de la photographie d'Arles, créées l'année précédente.
Deux bourses Guggenheim et trois subventions de la National Endowment for the Arts ont été attribués à Paul Caponigro au cours de sa carrière de photographe pour l'aider à poursuivre son œuvre sans être préoccupé par des soucis financiers. Il a également reçu, en 2001 la Centenary Medal (Médaille du centenaire) de la Royal Photographic Society, dont il est devenu, par là même, membre honoraire (Honorary Fellowship) « en reconnaissance de sa contribution soutenue et importante à l'art de la photographie. »
En 2012, un tirage d'époque de l'une de ses photographies les plus célèbres Running White Deer, County Wicklow, Ireland (1967) a été adjugée 5 250 dollars lors d'une vente aux enchères, chez Christie's à New York.
Paul Caponigro meurt le 10 novembre 2024 à l'âge de 91 ans.

## Expositions

### Expositions personnelles
- 1958 : George Eastman House, Rochester, NY.
- 1971 : Rencontres internationales de la photographie, Arles.
- 1971 : Bibliothèque nationale, Paris.
- 1978 : Musée cantonal des beaux-arts, Lausanne.
- 1988 : Barbican Art Center, Londres.
- décembre 1989 : Galerie municipale du Château d'eau, Toulouse.
- 5 avril - 29 juin 2002 : Paul Caponigro : le forme della natura, Galleria civica, Modène

puis 29 octobre 2002 - 11 janvier 2003, Fondazione italiana per la fotografia, Turin.
- 2008 : Bibliothèque nationale, Paris.
- 2017 : Photographs: Paul Caponigro, Pucker Gallery, Boston, Massachusetts.
- 2020 :  Sixty Years, Obscura Gallery, Santa Fe, Nouveau-Mexique.
- 2020 : Masterworks from Forty Years,  Photography West Gallery, Carmel-by-the-Sea, Californie.
- 2021 :  Polaroids 1960-1969, Obscura Gallery, Santa Fe, Nouveau-Mexique.

### Expositions collectives
- 2019 : Landscapes A-Z, The Halsted Gallery, Birmingham, Michigan
- 2019 : Enigma, Vision Neil Folberg Gallery, Jérusalem, Israël
- 2019 : Masterworks of Photography, Scott Nichols Gallery, Sonoma, Californie
- 2019 : Holiday Happenings, The Halsted Gallery, Birmingham, Michigan
- 2020 : Be Mine, G. Gibson Gallery, Seattle, Washington
- 2020 : The Big Picture Show, Scott Nichols , Sonoma, Californie
- 2020 : Recent Acquisitions - Spring 2020, Seagrave Gallery, Pacific Grove, comté de Monterey, Californie
- 2020 : Fine Choices 2020, Pucker Gallery, Boston, Massachusetts
- 2020 : Out of Time / Time Out, Vision Neil Folberg Gallery, Jérusalem, Israël
- 2020 : Paris Photo New York 2020, Seagrave Gallery, Pacific Grove, comté de Monterey, Californie
- 2020 : #StayAtHome Online Photography Auction, Obscura Gallery, Santa Fe, Nouveau-Mexique
- 2021 : The Fine Print, Robert Klein Gallery, Boston, Massachusetts
- 2021 : Ceramics by Brother Thomas and Photography by Paul Caponigro, Pucker Gallery, Boston, Massachusetts
- 2021 : Summer Selections, Joseph Bellows Gallery, San Diego, Californie
- 2021 : Fine Choices 2021, Pucker Gallery, Boston, Massachusetts
- 2021 : The Elements, Scheinbaum & Russek Ltd., Santa Fe, Nouveau-Mexique
- 2022 : Fine Choices 2022, Pucker Gallery, Boston, Massachusetts
- 2023 : Photo Forward 2023 Los Angeles, Scott Nichols Gallery, Sonoma, Californie
- 2023 : B&W Vision, Vision Neil Folberg Gallery, Jérusalem, Israël

## Livres
- 1972 : Paul Caponigro - An Aperture monograph, Aperture, inc.
- 1984 : The Wise Silence, Bulfinch Press,  (ISBN 978-0-82121-548-7)
- 1986 : Color Photographs, Center for Creative Photography, Tucson  (ISBN 978-0-82121-616-3)
- 1986 : Megaliths, New York Graphic Society,  (ISBN 978-0-82121-616-3)
- 1997 : Meditations in Light, Twin Palms Publisher,  (ISBN 978-0-96513-131-5)
- 2008 : Meditations in Silver, Nazraeli Press,  (ISBN 978-1-59005-226-6)

## Récompenses et distinctions
- 2021 : Lucie Award Fine Art